# Polowijen
Polowijen is een bestuurslaag in het regentschap Malang van de provincie Oost-Java, Indonesië. Polowijen telt 10.737 inwoners (volkstelling 2010).